# Šumadija i Sèrbia Occidental
Šumadija i Sèrbia Occidental (en serbi: Шумадија и западна Србија, Šumadija i zapadna Srbija) és una de les cinc regions estadístiques de Sèrbia. Es va formar l'any 2010.

## Formació
El juliol de 2009, el Parlament de Sèrbia va adoptar una nova llei segons la qual Sèrbia es dividia en 7 regions estadístiques.  Segons aquesta llei, el territori del que avui és Šumadija i Sèrbia Occidental es dividia en dues regions estadístiques - Regió Occidental (en serbi: Zapadni region/Западни регион) i Regió Central (en serbi: Centralni region/Централни регион). Tanmateix, el maig del 2010 la llei va ser modificada, i les regions Occidental i Central van ser fusionades en una sola regió estadística anomenada Šumadija i Sèrbia Occidental.

## Història
En temps antics, la superfície avui ocupada per aquesta regió estadística estava dividida entre les províncies romanes de Dalmàcia, Mèsia i Pannònia.
Al començament de l'edat mitjana aquesta regió (llavors part de Raška) tenia un paper central. Durant la invasió otomana de la Sèrbia medieval als segles xiv i xv, el país va desplaçar el seu centre cap al nord. Durant el període del Despotat de Sèrbia el segle xv, la regió de Šumadija va esdevenir el centre de l'estat Serbi, posseint les dues darreres capitals de la Sèrbia medieval:Belgrad i Smederevo. Tot i això, la part septentrional de Šumadija, on es troben aquestes dues ciutats, no forma part de l'actual Šumadija i Sèrbia Occidental.
Durant el segle xviii, els territoris de Šumadija foren els amagatalls dels hajduks que es van resistir a les autoritats otomanes.
El 1804, la regió va ser el bressol de la Sèrbia moderna (vegeu: Revolució Sèrbia). Entre 1922 i 1929, diverses unitats administratives del Regne dels Serbis, Croats i Eslovens es van situar en aquesta àrea: l'Oblast de Šumadija, que cobria aproximadament el territori de l'actual Districte de Šumadija (amb seu a Kragujevac), l'Oblast de Podrinje (amb seu a Šabac), l'Oblast de Valjevo (amb seu a Valjevo), l'Oblast d'Užice (amb seu a Užice), l'Oblast de Raška (amb seu a Čačak), l'Oblast de Morava (amb seu a Ćuprija), i l'Oblast de Kruševac (amb seu a Kruševac).
Entre 1929 i 1941, la regió es va dividir en diverses províncies del regne de Iugoslàvia: la Banovina del Drina, la Banovina del Danubi, la Banovina de Morava, i la Banovina de Zeta. Totes aquestes províncies tenien les seves capitals fora de l'actual Šumadija i Sèrbia Occidental.
Del 1941 al 1944, la majoria de la regió es trobava sota ocupació alemanya, i formava part de l'àrea governada per l'Administració militar a Sèrbia. Una petita part de la regió es trobava sota ocupació italiana, i va ser inclosa a l'estat-titella de Montenegro. El 1941, el partisans iugoslaus van alliberar un gran territori de l'oest de Sèrbia, i van proclamar-hi la República d'Užice (en serbi: Uzička Republika/Ужичка република), amb capital a la ciutat d'Užice. Aquest gran territori lliure va ser una illa de llibertat a l'Europa ocupada pels nazis. Tanmateix, la República d'Užice va durar poc temps, ja que poc després d'haver-se creat les tropes alemanyes van tornar a ocupar el territori, i la majoria de partisans van escapar-se cap a Bòsnia.
Del 1945 al 2009, l'àrea va formar part de Sèrbia central.

## Grups ètnics
Els grups ètnics presents a Šumadija i Sèrbia Occidental segons el cens del 2011 són: 
| Grup ètnic | Nombre    | Percentatge |
| ---------- | --------- | ----------- |
| Serbis     | 1.799.394 | 88,57%      |
| Bosníacs   | 142.767   | 7,03%       |
| Gitanos    | 20.649    | 1,02%       |
| Total      | 2.031,697 | 100%        |

## Districtes
La regió estadística de Šumadija i Sèrbia Occidental inclou 8 districtes:
| Districte                           | Superfície (km²) | Població (Cens 2011) | Capital administrativa |
| ----------------------------------- | ---------------- | -------------------- | ---------------------- |
| Mačva                               | 3.264            | 298.931              | Šabac                  |
| Kolubara                            | 2.474            | 174.513              | Valjevo                |
| Moravica                            | 3.016            | 212.603              | Čačak                  |
| Zlatibor                            | 6.142            | 286.549              | Užice                  |
| Šumadija                            | 2.387            | 293.308              | Kragujevac             |
| Pomoravlje                          | 2.614            | 214.536              | Jagodina               |
| Raška                               | 3.922            | 309.258              | Kraljevo               |
| Rasina                              | 2.664            | 241.999              | Kruševac               |
| Font: Oficina estadística de Sèrbia |                  |                      |                        |

## Ciutats i viles
Les ciutats i viles més grans de la regió són: 
| Ciutat o vila    | Població (Cens de 2011) |
| ---------------- | ----------------------- |
| Kragujevac       | 179.417                 |
| Kruševac         | 128.752                 |
| Kraljevo         | 125.488                 |
| Šabac            | 115.884                 |
| Čačak            | 115.337                 |
| Novi Pazar       | 100.410                 |
| Valjevo          | 90.312                  |
| Loznica          | 84.925                  |
| Užice            | 78.040                  |
| Jagodina         | 71.852                  |
| Paraćin          | 54.242                  |
| Aranđelovac      | 46.225                  |
| Gornji Milanovac | 44.406                  |
| Trstenik         | 42.966                  |